# كارلا أفيلار
كارلا أفيلار (بالإسبانية: Karla Avelar)‏ (مواليد 1978) ناشطة سلفادورية في مجال حقوق المتحولين جنسياً، وهي المديرة التنفيذية لشركة (كامكافيز ترانس)Comcavis Trans.

## السيرة الشخصية
تلقت العديد من التهديدات بالقتل ونجت من عدة محاولات اغتيال، حيث تعرضت لأول محاولة اغتيال عام 1992 عندما كانت شابة واستطاعت نزع سلاح المعتدي عليها.

## أعمالها
في عام 2008 أسست أفيلار منظمة دعم للمتحولين جنسياً تسمى (كامكافيز ترانس) COMCAVIS TRANS،وقد تأسست استجابة للاحتياجات التي تشعر بها النساء المتحوالات جنسياً والمشاركات ضمن مجموعات الدعم المختلفة (منهم الأشخاص المصابون بفيروس الايدز) ليشعروا بالتمييز ضدهم ولا يمثلونهم ولا يحصلون على المعلومات المطلوبة وفقًا لطائعهم الخاصة.

## الجوائز
حصلت عام 2017 على جائزة مارتن إينالز للمدافعين عن حقوق الإنسان.

## روابط خارجية
- موقع Comcavis Trans